# Porrorhachis
Porrorhachis là một chi thực vật có hoa trong họ, Orchidaceae.